# Marx Sisters
Marx Sisters est un groupe français de musique juive ashkénaze venant du Yiddishland d'Europe Centrale, mais interprète également un répertoire des chansons de comédies musicales de compositeurs juifs des États-Unis. Le groupe a été fondé par Mano Siri en 2012. Le groupe perpétue le répertoire yiddish et klezmer dans ce qu'il a de festif et d'universel.

## Formation et actualités du groupe
Le groupe débute en duo familial : Mano Siri accompagne sa fille Leah Marx à la guitare avec l'idée de perpétuer un répertoire ashkénaze traditionnel. Le duo devient quatuor lorsque les deux autres filles de Mano Siri, Judith Marx et Milena Marx décident de s'y joindre. 
Le groupe s'étend à deux musiciens du cercle des connaissances : Raphaël Setty et Benjamin Chabert.
Le groupe forme un quintet, soutenu ponctuellement dans certaines prestations par des musiciens invités.
Le groupe donne régulièrement des concerts dans des salles parisiennes (La Bellevilloise, Le Café des psaumes, Les Trois Arts, La Vieille Grille, la péniche Anako, la péniche El Alamein, la péniche Demoiselle) mais aussi à La Tête des Trains à Tousson ainsi que dans la Drôme chaque été, mais également en Belgique.

## Composition du groupe
- Judith Marx, chanteuse, clavier

- Milena Marx, clarinette

- Mano Siri, guitare et banjo, professeur de philosophie

- Benjamin Chabert, contrebasse, chanteur, musicien formé au jazz au Centre d'Informations Musicales et à la contrebasse dans des formations klezmer telles que Klez'mane, Odessa Klezmer Orchestra.

- Raphaël Setty, accordéon, mini-piano

- Leah Marx, chanteuse, participe à certaines prestations du groupe.

## Discographie
Le premier album du groupe, Oyf der tsung ("Sur le bout de la langue", en yiddish), est sorti en 2017 grâce à un financement participatif.
Le disque comprend onze titres.
Enregistrement, Mixage & Mastering : ONCE Records Réalisation : Raphaël Moraine & Benjamin Chabert Chant : Judith Marx, Leah Marx et Benjamin Chabert – Chœurs : Priscilla Rocchi – Accordéon : Raphaël Setty –Buggle : Laurent Berman –  Clarinette : Milena Marx –  Contrebasse : Benjamin Chabert – Euphonium : Valentine Bellone – Guitare et banjo : Mano Siri – Percussions ; Greg Feret – Trompette : Simon Quesemand – Violon : David Amsellem Illustration : Joann Sfar – Graphisme : Axel Leroux – Photos: Simon Birman